# Paul Mitchell
Paul Alexander Mitchell (Stalybridge, 26 augustus 1981) is een Engels voormalig voetballer en huidig sportbestuurder. In 2009 beëindigde hij zijn carrière als speler, waarna hij als scout aan de slag ging. Sinds juli 2024 is hij sportief directeur van Newcastle United, waar hij de naar Manchester United vertrokken Dan Ashworth opvolgde. Eerder bekleedde hij al vergelijkbare rollen bij New York Red Bulls en Monaco.